# Infanta María de la Paz a Spaniei
Infanta María de la Paz a Spaniei (María de la Paz de Borbón y Borbón; 23 iunie 1862  - 4 decembrie 1946) a fost infantă a Spaniei. A fost fiică a reginei Isabella a II-a a Spaniei și s-a căsătorit cu vărul ei primar Prințul Ludwig Ferdinand de Bavaria. A trăit pentru restul vieții în Germania dedicându-și timpul familiei, muncii de caritate și scriind poezii. A scris cartea de memorii Through Four Revolutions: 1862-1933.

## Primii ani

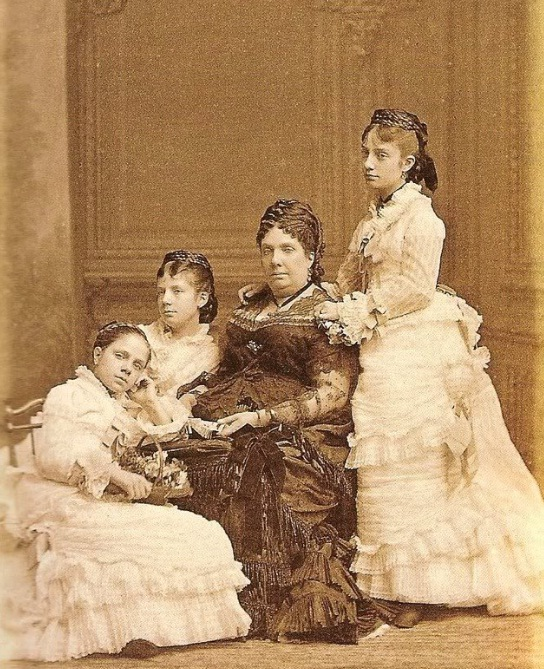
Regina Isabela a II-a și fiicele ei Pilar, Paz și Eulalia.

Născută la palatul regal din Madrid la 23 iunie 1862, infanta Paz a fost al patrulea copil și a treia fiică a reginei Isabela a II-a și al soțului ei Francis al Spaniei. La vârsta de 16 ani, Isabella a II-a a fost obligată să se căsătorească cu Francis, Duce de Cádiz  care era vărul ei primar. Isabela, care îl disprețuia pe soțul ei efeminat, a găsit un debușeu pentru natura ei pasională cu un șir de amanți. Relația dintre regele Francisc și copiii săi a fost rece și formală. Isabela a II-a a fost preocupată cu domnia sa turbulentă și viața ei privată și a alternat între perioade de mare afecțiune față de copiii ei și abordarea la distanță a acestora.
Potrivit istoricilor, tatăl biologic al infantei Paz a fost diplomatul și politicianul Miguel Tenorio de Castilla,  care a fost secretarul reginei Isabela a II-a timp de câțiva ani.
Paz probabil știa cine este tatăl ei adevărat. În 1890, Tenorio de Castilla s-a stabilit într-un apartament din aripa de sud a Schloss Nymphenburg, reședința Mariei de la Paz. El a trăit acolo 26 de ani până la decesul său de la 11 decembrie 1916. Tenorio de Castilla a lăsat moștenire toate lucrurile sale infantei Paz.
Paz a fost botezată de arhiepiscopul de Toledo cu numele María de la Paz Juana Amelia Adalberta Francisca de Paula Juana Bautista Isabel Francisca de Asis.  Nașa ei a fost mătușa paternă Infanta Amalia a Spaniei, Prințesă de Bavaria. În primii ani, infanta Paz a crescut alături de surorile sale Pilar și Eulalia la palatul regal din Madrid. În atmosfera oficială a curții spaniole, micile infante aveau puțin contact cu părinții lor.
În 1868 când Paz avea șase ani, familia a fost obligată să părăsească Spania din cauza revoluției care a costat-o pe Isabela tronul. La 30 septembrie 1868 familia regală a plecat în exil în Franța. Isabela a II-a s-a stabilit la Paris cu copiii ei în timp ce regele Francis trăia în Epinay. Paz a fost educată împreună cu surorile sale Pilar și Eulalia la Sacré-Coeur, o școală catolică de călugărițe. 
În 1874 fratele Mariei de la Paz Alfonso a fost restaurat pe tron în locul mamei lor regina Isabela a II-a. Tri ani mai târziu, Paz s-a întors în Spania împreună cu surorile ei. La început a locuit la El Escorial împreună cu mama ei dar mai târziu s-a mutat la Alcázares de Sevilla. Când Isabela a II-a s-a întors la Paris pentru a trăi acolo permanent, Paz și surorile s-au mutat la palatul regal din Madrid împreună cu fratele lor regele Alfonso al XII-lea. Educația infantelor a fost plasată în grija surorii mai mari, infanta Isabel. Paz a fost în special apropiată de sora sa Pilar care era doar cu un an mai mare. În 1879, Pilar care avea o sănătate fragilă a murit brusc în timp ce surorile sale erau în orășelul Escoriaza. Paz care avea 17 ani a fost foarte afectată de decesul surorii sale.
Din cei cinci copii al reginei Isabela care au supraviețuit copilăriei, Paz a fost cea care a semănat cel mai mult cu mama sa; era mică de înălțime, cu un nas mic în sus și cu o privire răutăcioasă în ochii ei mici. Spre deosebire de surorile ei Isabel și Eulalia, Paz nu avea o personalitate puternică. Era simplă și prietenoasă. Romantică și cu înclinații artistice, îi plăcea să scrie poezii și a fost, de asemenea, un pitor iscusit. Copil fiind a studiat istoria Spaniei și a rămas pasionată de acest subiect. Cânta la harpă și era o catolică devotată.

## Căsătoria

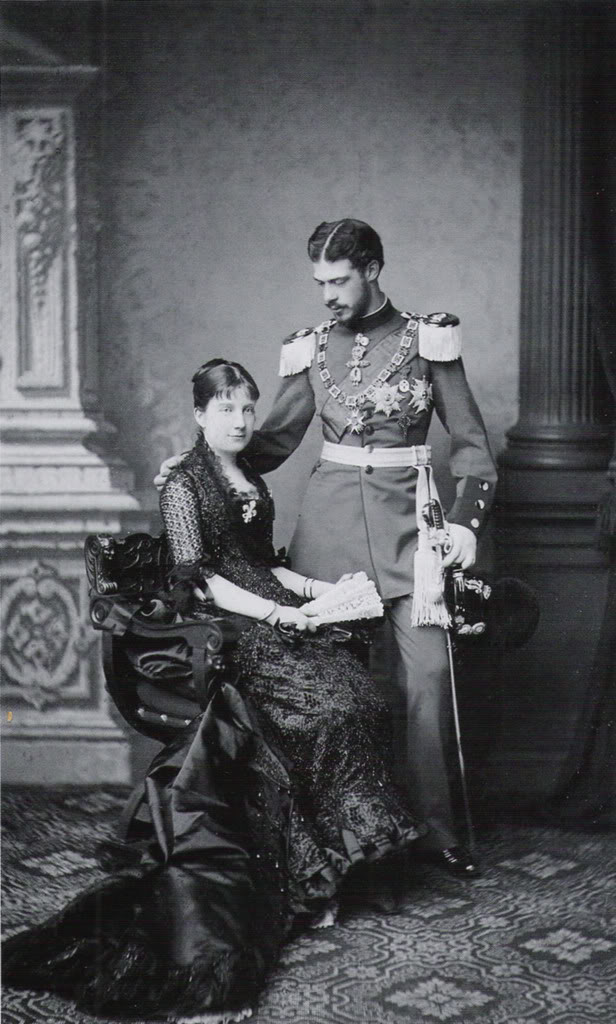
Fotografia de logodnă a infantei Paz și a prințului Ludwig Ferdinand de Bavaria.

În primăvara anului 1880, existau planuri pentru căsătoria infantei Paz cu vărul ei primar Prințul Ludwig Ferdinand de Bavaria. Mama lui Ludwig Ferdinand era Infanta Amalia a Spaniei, sora tatălui lui Paz și verișoară primară a reginei Isabela. Infanta Amalia voia ca fiul ei să se căsătorească cu infanta Paz, fina ei, și le-a scris fratelui și cumnatei ei, care au fost de acord cu acest proiect.
Alfonso al XII-lea care a studiat pentru o vreme scurtă la Munchen împreună cu vărul său Prințul Ludwig Ferdinand de Bavaria, l-a invitat la Madrid cu scopul de a o întâlni pe Paz. În 1880 când Paz îl întâlnește pe prinț, îl găsește neatrăgător și nu vrea să se căsătorească cu el; refuză cererea însă Ludwig Ferdinand nu abandonează. După doi ani, lipsită de orice perspectivă de căsătorie, infanta Paz a acceptat propunerea vărului ei.
Căsătoria a avut loc la capela palatului regal din Madrid la 2 aprilie 1883. Paz a păstrat drepturile la coroana spaniolă și a primit un venit anual de 150.000 pesetas. Paz avea 21 de ani iar Ludwig Ferdinand 23 de ani.
În drumul lor spre München Paz și soțul ei s-au oprit la Paris și l-au vizitat pe regele Francis care trăia la Épinay.

## Copii
Căsătoria infantei Paz cu prințul Ludwig Ferdinand a fost lungă și fericită. Împreună au avut trei copii. Cel mai mare, prințul Ferdinand, a urmat tradiția căsătoriilor spaniolo-bavareze și a trăit pentru restul vieții în Spania. Copiii cei mici ai lui Paz au moștenit pasiunile ei artistice și literare. Prințul Adalbert a fost scriitor și istoric; prințesa Pilar a fost pictor și a scris o carte despre domnia vărului ei Alphonso al XIII-lea. După ce fiul ei cel mare s-a stabilit în Spania, Paz a făcut călătorii frecvente în țara natală pentru a-și vizita nepoții spanioli.

Copiii infantei Paz și ai prințului Ludwig Ferdinand au fost:
- Infantele Ferdinand al Spaniei, Prinț de Bavaria (1884–1958); născut la Madrid s-a stabilit permanent în Spania în 1905. S-a căsătorit cu verișoara sa, infanta Maria Teresa, fiica lui Alfonso al XII-lea.
- Prințul Adalbert de Bavaria (1886–1970). A fost istoric și diplomat. S-a căsătorit cu contesa Augusta de Seefried și a avut doi fii; a trăit în Germania.
- Prințesa Pilar de Bavaria (1891–1987), necăsătorită; a fost pictoriță.

## Viața în Bavaria

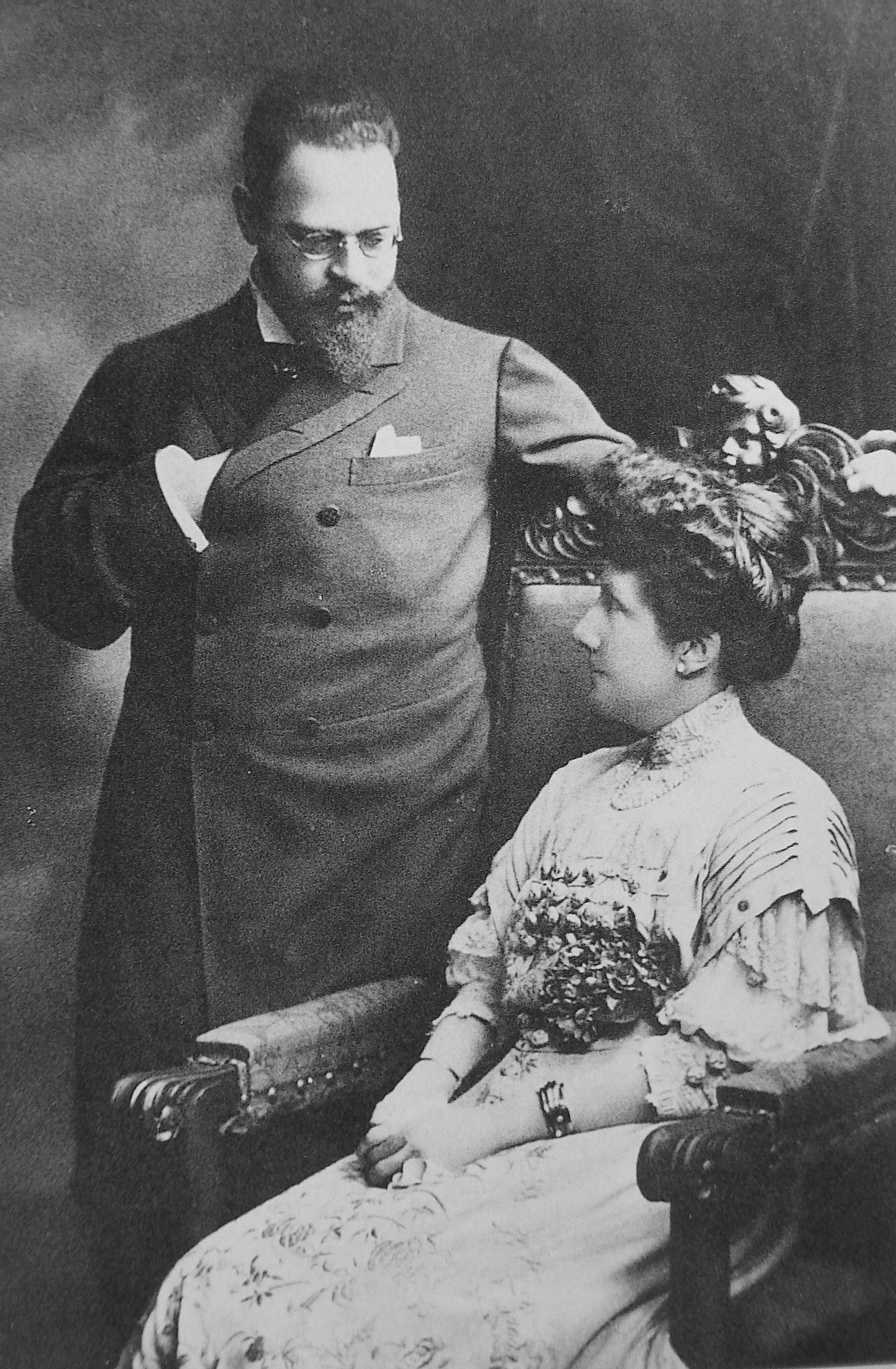
Prințul Ludwig Ferdinand de Bavaria și Infanta Paz

În Bavaria cuplul s-a stabilit la Schloss Nymphenburg în afara orașului München. Prințul Ludwig Ferdinand nu era doar văr al regelui Ludwig al II-lea, dar și responsabil cu afacerile financiare ale regelui. La Munchen, Paz l-a întâlnit pe regele Ludwig al II-lea cu care s-a conversat în franceză.
Prietenia lor a fost scurtă. Regele Ludwig al II-lea a murit în condiții misterioase în 1886. El a fost succedat de singurul său frate Otto care nu a domnit ca rege cu adevărat și a fost declarat nebun în 1875. Unchiul lui Otto, prințul Luitpold de Bavaria a fost prinț regent. Paz cunoscuse în Spania pe doi din fiii lui Luitpold: Arnolfo și Leopold. Al doilea s-a căsătorit cu Gisela, Arhiducesă a Austriei, fiica împăratului Francis Joseph iar Paz și Gisela au devenit prietene bune. Paz s-a înrudit cu fiul cel mare al lui Luitpold, Ludwig, care a devenit rege al Bavariei în 1913 ca Ludwig al III-lea. Soția lui era sora vitregă a reginei Maria Christina a Spaniei. De asemenea, Paz avea prieteni printre membrii ramurii ducale a Casei de Wittelsbach.
Paz și-a dedicat mare parte a timpului ei municii de caritate. A extins un azil pentru copiii săraci în Neuhausen lângă Nymphenburg, numit Marien-Ludwig-Ferdinand; în 1913, a fondat o școală în Munchen care a fost dizolvată în 1918, cu revoluția care a pus capăt monarhiei bavareze. De asemenea, infanta a fost responsabilă de expoziția de artă Glaspalast care a avut loc în fiecare an la München până la distrugerea acesteia prin incendiere în 1931. Casa ei era vizitată de scriitori și artiști, cum ar fi Sarasate, Breton, Richard Strauss, pictorul Franz von Lenbach sau câștigătorul Premiului Nobel Paul Heyse.
Din Bavaria, infanta Paz urmărea viața familiei ei din Spania prin scrisorile de la sora ei Isabel. Singurul frate al lui Paz, regele Alfonso al XII-lea, a murit tânăr în 1886. Paz a întreținut o relație caldă cu cumnata sa, regina Maria Christina, care era regentă a Spaniei. Mai târziu, regele Alfonso al XIII-lea va avea o mare afecțiune pentru mătușa sa Paz. Legăturile infantei Paz cu țara natală au fost reluate prin căsătoria fiului ei cel mare, prințul Ferdinand de Bavaria, cu verișoara sa primară infanta Maria Teresa.

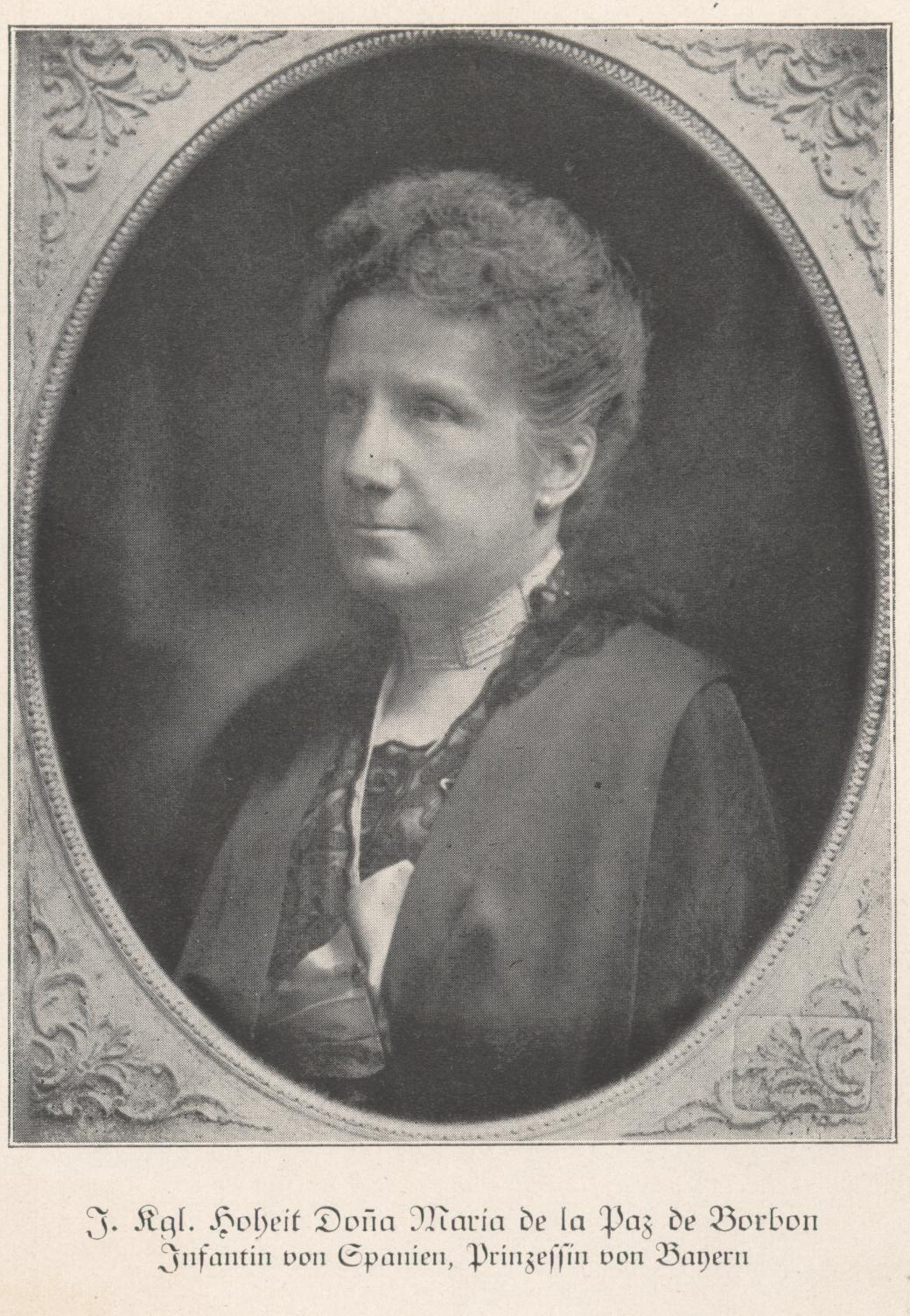
María de la Paz, 1917

În 1905, nepotul ei Alphonso al XIII-lea a vizitat-o pe Paz în timpul turului european în căutarea unei soții. Anul următoe, Paz și familia sa au mers la Madris și au reprezentat Bavaria la nunta regelui Alfonso al XIII-lea cu Victoria Eugenia de Battenberg. Ca dar de nuntă, Paz a dăruit Victoriei Eugenia o coroană făcută din aur găsit în râul Darro, care aparținuse Isabelei a II-a. 
După Primul Război Mondial și după căderea monarhiei bavareze, infantei Paz și familia ei li s-a permis să locuiască la Nymphenburg. Averea familiei a fost drastic micșorată însă Paz a continuat să primească venitul anual ca membru al familiei regale spaniole. A făcut vizite sporadice în Spania.
Paz, al cărei nume înseamnă pace în spaniolă, și-a onorat numele prin respectarea pacifismului. A luat parte la congresul pacifist din 1921 de la Paris, din 1923 de la Friburg, 1924 de la Londra, 1926 de la Luxemburg.
După detronarea nepotului ei Alphonso al XIII-lea în 1931, Paz a pierdut venitul anual. Viața ei în Germania a devenit și mai restrictivă odată cu venirea la putere a lui Hitler în ianuarie 1933. Spre deosebire de ramura principală a familiei regale bavareze, ramura Albertine - de care aparținea și famila lui Paz - nu s-a opus regimului nazist. Fiul lui Paz, Adalbert, și doi din fiii acestuia, Constantin și Alexandru, au servit în armată în timpul celui de-Al Doilea Război Mondial până când Hitler s-a întors împotriva prinților germani. Ofițeri Gestapo le-au cercetat casa; scrisorile ei cu corespondenți din Spania au fost deschise și citite înainte de a fi trimise.
În 1945 trupele americane au intrat în Munchen. Unii soldați au atacat casa și au luat câteva bijuterii pe care Paz le-a moștenit de la mama ei și acre s-au dovedit a fi false.
În 1946 accidental Paz a căzut pe scări și a murit câteva ore mai târziu. Soțul ei i-a supraviețuit trei ani.